# マルタ・ドルパ
マルタ・ドルパ（Marta Drpa、女性、1989年4月20日 - ）は、セルビアの女子バレーボール選手。ポジションはオポジット。セルビア代表。

## 来歴
2006年に当時のセルビア・モンテネグロ代表に選出された。同年の世界選手権候補メンバーに選ばれたが最終12名からは外れた。OKレッドスター・ベオグラードから2009年にスイスリーグの強豪VBCチューリッヒに移籍した。
2015年、セルビア代表に復帰し、同年6月のヨーロッパゲームズで銅メダルを獲得した。同年7月のワールドグランプリではレギュラーに抜擢され、日本戦では22得点をあげる活躍を見せた。

## 所属クラブ
- OK Crvena Zvezda（2005-2009年）
- VBCチューリッヒ（2009-2010年）
- Zeleznicar Lajkovac（2013-2014年）
- FK Spartak Zlatibor Voda（2014-2015年）
- Obiettivo Risarcimento Vicenza（2015-2016年）
- SC Potsdam（2016-2017年）
- United Volleyball Club（2017-2018年）
- Enisey Krasnoyarsk（2019-2020年）
- Békéscsabai Röplabda SE（2020-2023年）
- Maccabi XT Haifa（2023年）
- SC Prometey（2023-）